# Liechtensteins administrativa indelning
Liechtenstein är indelat i elva kommuner där fem kommuner tillhör Wahlkreis Unterland och de resterande sex kommunerna tillhör Wahlkreis Oberland.

## Kommuner

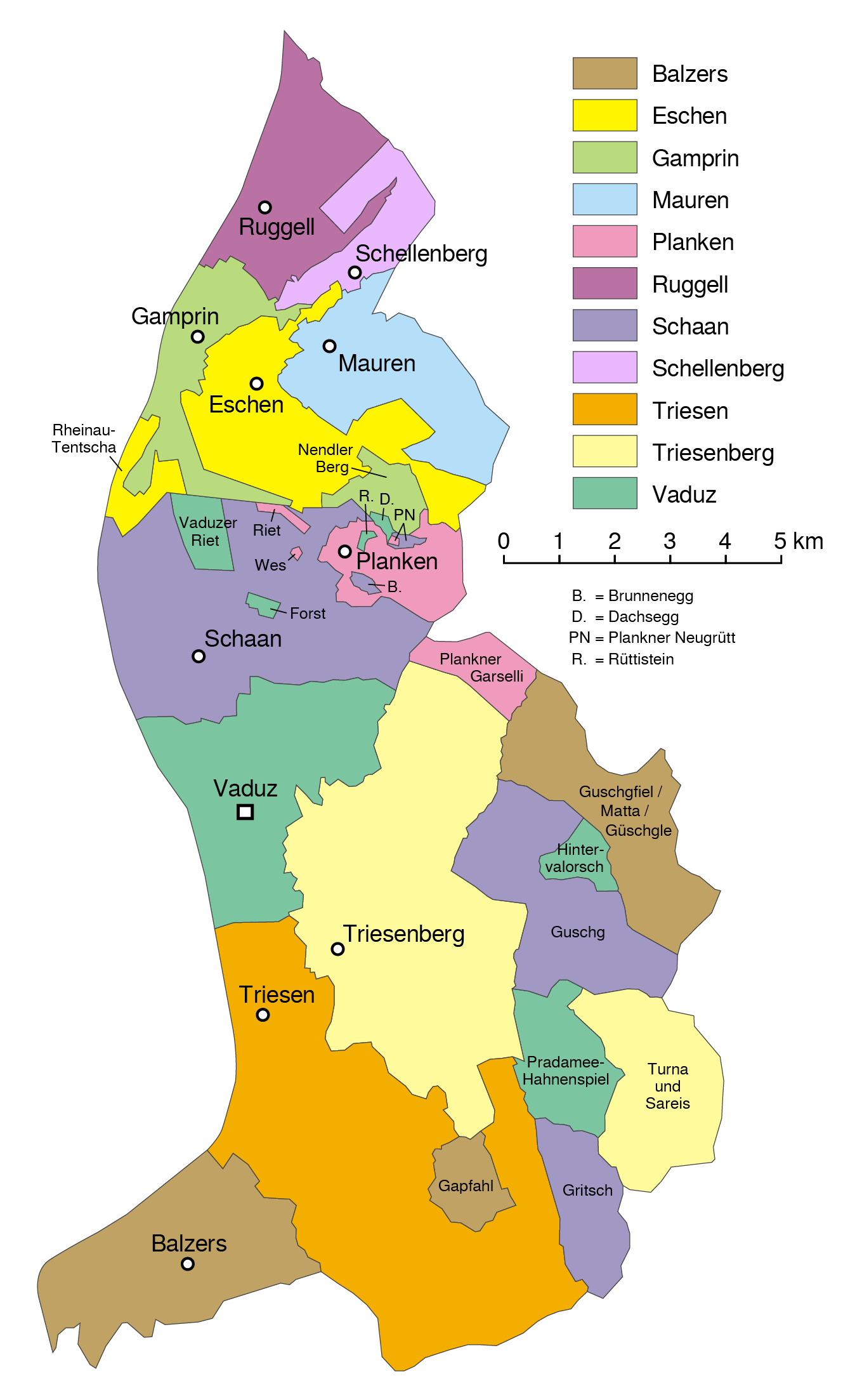
Liechtensteins kommuner

### Wahlkreis Unterland
| Postnummer och namn | Invånare 30 juni 2016 | Area i km² | Orter                 |
| ------------------- | --------------------- | ---------- | --------------------- |
| 9491 Ruggell        | 2185                  | 7.4        | Ruggell               |
| 9488 Schellenberg   | 1067                  | 3.5        | Schellenberg          |
| 9487 Gamprin        | 1654                  | 6.1        | Gamprin och Bendern   |
| 9492 Eschen         | 4407                  | 10.3       | Eschen och Nendeln    |
| 9493 Mauren         | 4214                  | 7.5        | Mauren och Schaanwald |

### Wahlkreis Oberland
| Postnummer och namn | Invånare 30 juni 2016 | Area i km² | Orter                                                 |
| ------------------- | --------------------- | ---------- | ----------------------------------------------------- |
| 9494 Schaan         | 6002                  | 26.8       | Schaan                                                |
| 9498 Planken        | 445                   | 5.3        | Planken                                               |
| 9490 Vaduz          | 5439                  | 17.3       | Vaduz                                                 |
| 9497 Triesenberg    | 2616                  | 29.8       | Triesenberg, Masescha, Silum, Gaflei, Steg och Malbun |
| 9495 Triesen        | 5049                  | 26.4       | Triesen                                               |
| 9496 Balzers        | 4608                  | 19.6       | Balzers och Mäls                                      |